# 大野村 (秋田県)
大野村（おおのむら）は秋田県北秋田郡にあった村。現在の北秋田市北西部、阿仁川両岸、秋田内陸縦貫鉄道秋田内陸線大野台駅 - 上杉駅間の沿線と、その西方一帯にあたる。

## 地理
- 山：蟹沢山
- 河川：阿仁川

## 歴史
- 1889年（明治22年）4月1日 - 町村制の施行により、上杉村、下杉村、川井村、道城村、木戸石村、八幡岱新田村、増沢村の区域をもって発足。
- 1892年（明治25年）4月11日 - 大字上杉・下杉・川井・道城が上大野村、大字木戸石・八幡岱新田・増沢が下大野村に分割。同日大野村廃止。

## 交通

### 鉄道路線
現在は旧村域に秋田内陸縦貫鉄道秋田内陸線の大野台駅・合川駅・上杉駅が所在するが、当時は未開業。